# Haxixe

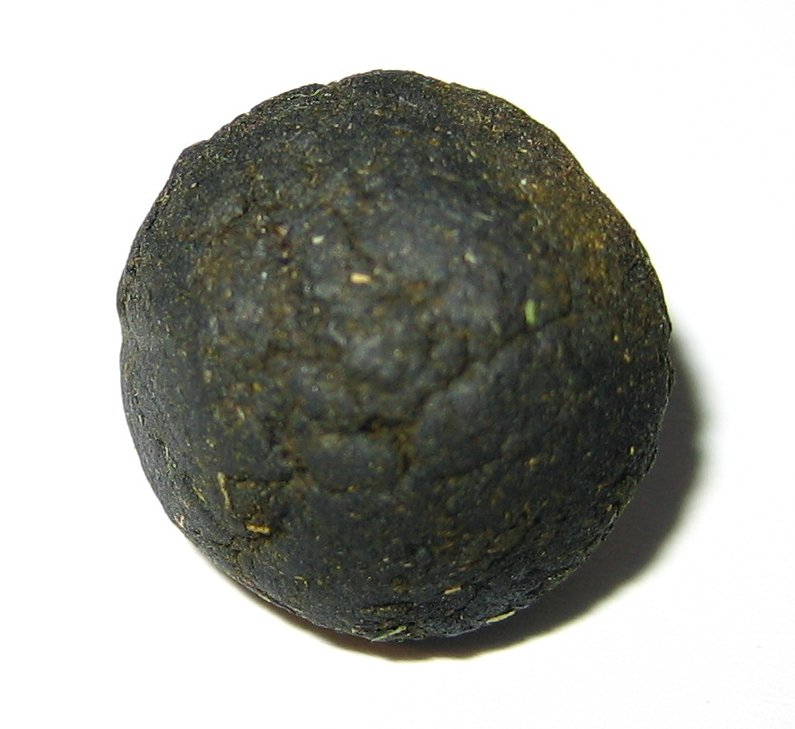
Haxixe em forma de bola

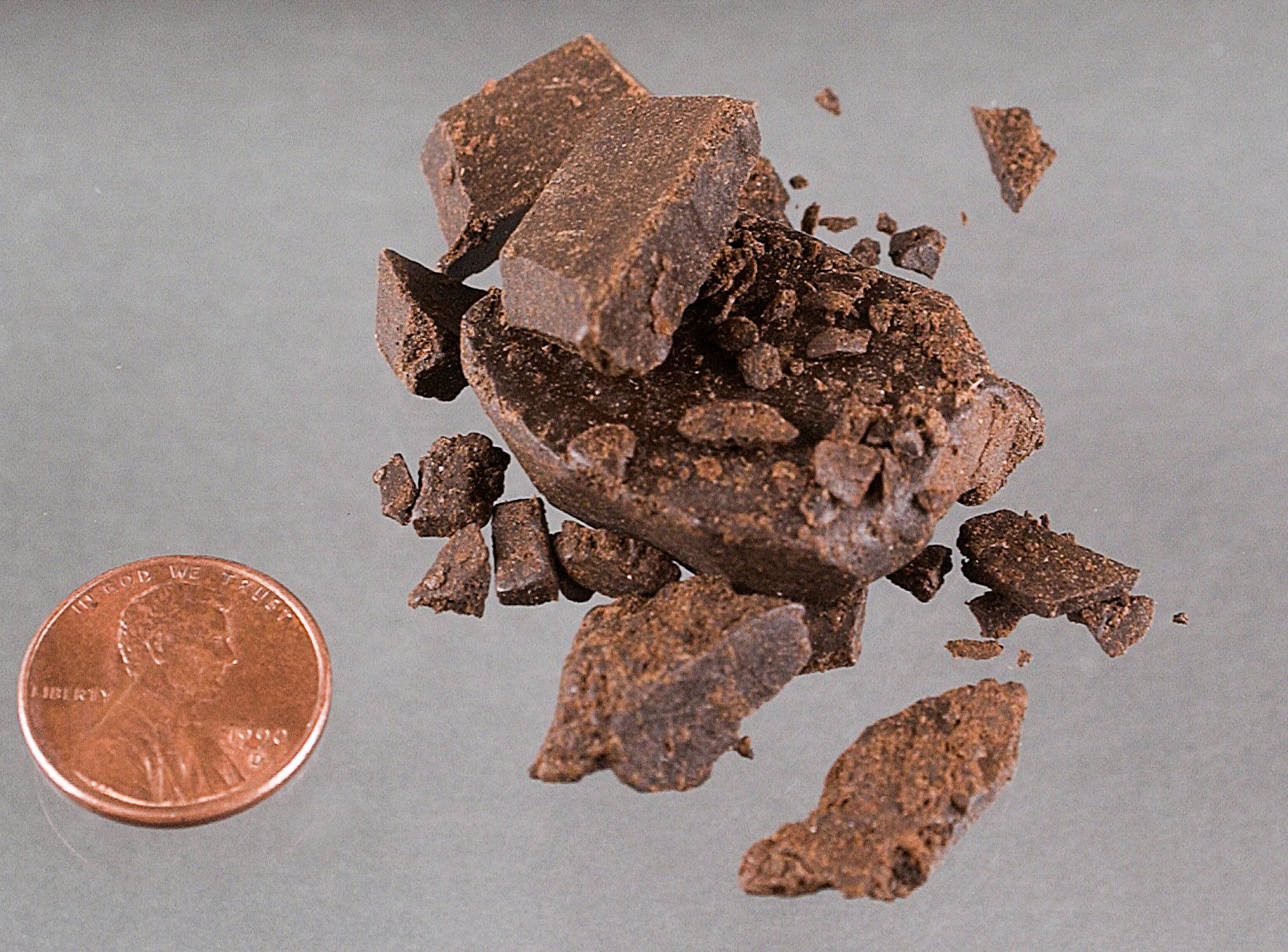
Haxixe em barra

Haxixe (do árabe: حشيش, transl.: hashish ou haxix, erva seca) é o exsudato resinoso seco, extraído do tricoma, das flores e das inflorescências da Cannabis sativa ou Cannabis indica (plantas popularmente conhecidas como maconha ou marijuana), utilizado como entorpecente, que pode ser fumado ou ingerido.
Este termo antigamente era utilizado como equivalente para Cannabis no Mediterrâneo oriental. O haxixe encontra-se difundido principalmente no oriente e norte da África, onde o consumo por parte dos árabes remonta a tempos antigos.

## Preparação

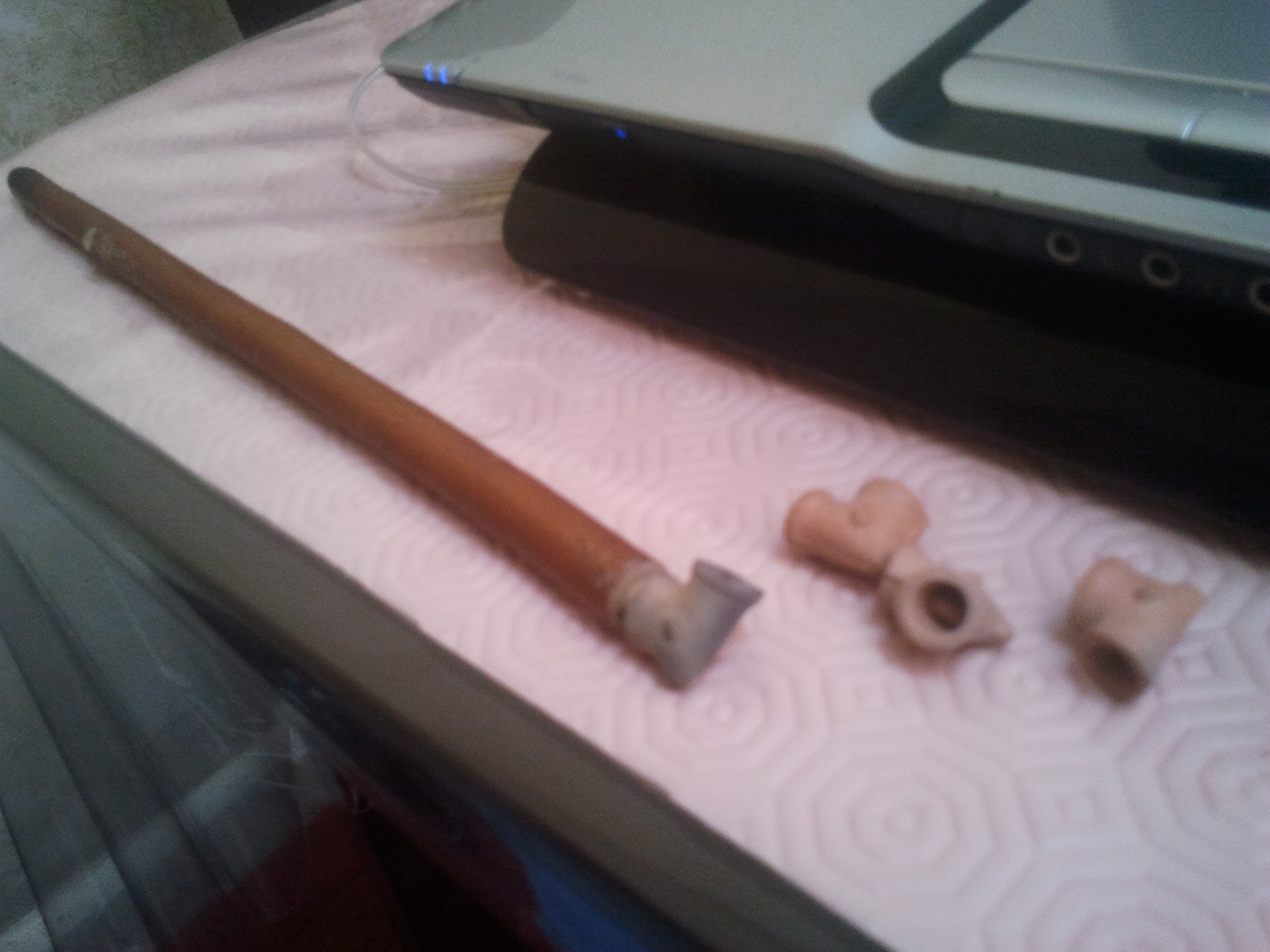
Sebsi.

A preparação do haxixe consiste na maceração das inflorescências. Outro meio de preparação é a reunir os cachos de flores e sacudi-los contra um pano estendido em um recipiente. A resina acumulada durante a maceração é depois prensada e passa a ter a forma de bolas ou tabletes endurecidas de cor castanha, dourada, preta, vermelha ou verde-escura. O haxixe pode ou não ser misturado com o tabaco e fumados na forma de "charros", cachimbos, etc. Geralmente tem maior concentração de THC do que no formato natural, as flores, portanto os seus efeitos sobre o organismo humano são mais fortes.
Ao contrário do que muitos pensam o processo de fabricação do haxixe é simples, totalmente artesanal e dispensa o uso de qualquer componente químico.

## Efeitos
No curto prazo pode provocar:
1) Sintomas físicos
- Vermelhidão nos olhos[8]
- Aumento da pressão arterial sistólica na posição deitado e redução na posição em pé e frequência dos batimentos cardíacos elevada[8]
- Fotofobia[8]
- Dilatação dos brônquios[8]
- Tosse[8]
- Boca seca[8]

2) Sintomas psíquicos
- Diminuição dos reflexos e capacidade de guiar máquinas[8]
- Sonolência[8]
- Euforia[8]
- Alteração da memória imediata[9]
- Ação antiemética[9]
- Sensibilidade aumentada para estímulos externos
- Ideias paranoides e pensamentos fragmentados

No longo prazo pode provocar:
1) Sintomas físicos
- Asma e bronquite[8]
- Alteração na resposta imune[8]

2) Sintomas psíquicos
- Isolamento[8]
- Distração[8]

## Religião

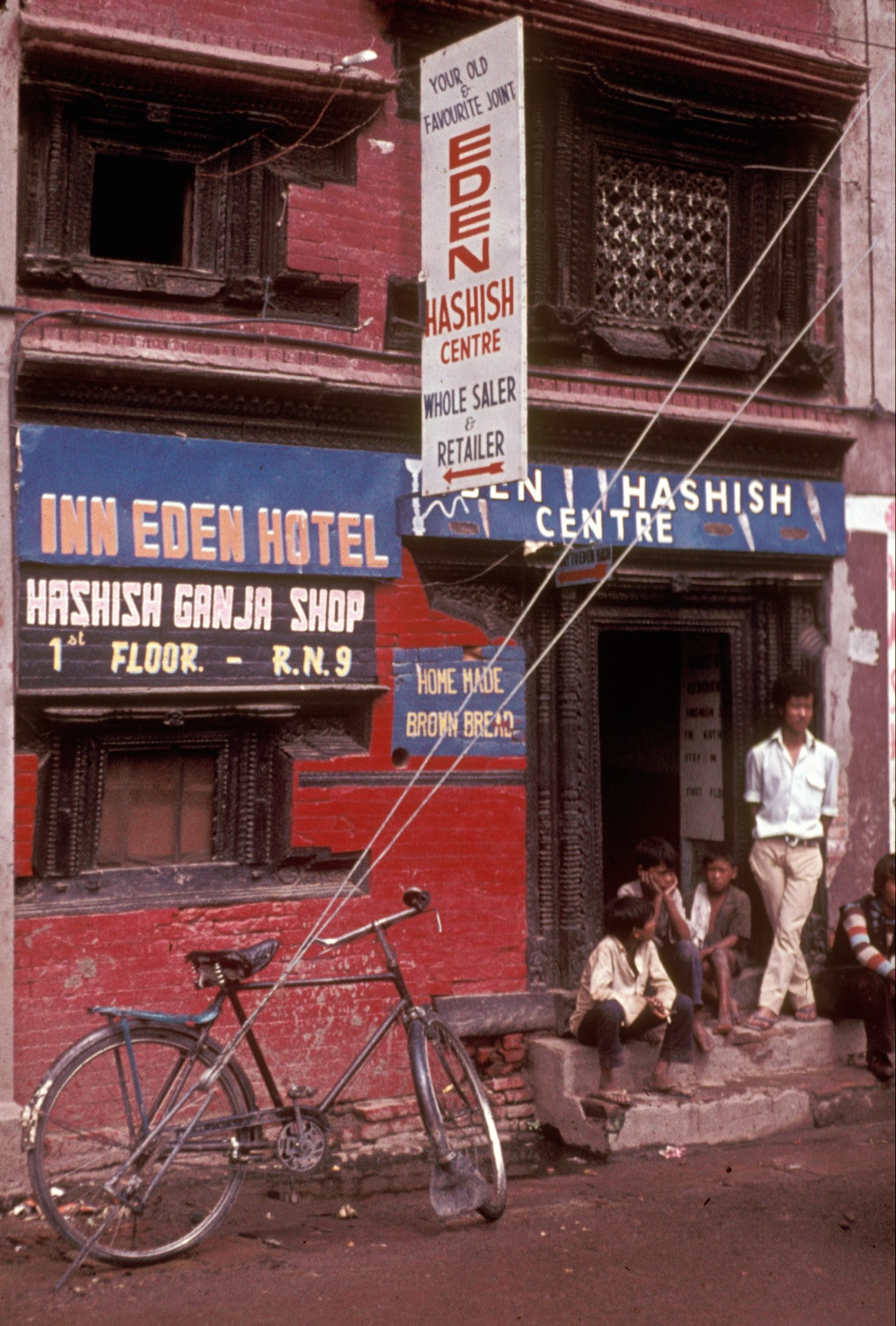
Loja de haxixe em Katmandu, 1973

Na religião hindu o haxixe é considerado um presente dos deuses. De facto, diz-se que a planta teve origem quando Shiva (uma das personalidades de Deus na tríade dessa religião), chegando a um banquete preparado por sua esposa Parvati, baba ao ver tantas delícias e de sua saliva surge a planta abençoada.
Os Shaivas, devotos de Shiva, tragam continuamente a ganja (a planta feminina) com o charas para meditarem, pois acreditam que se elevarão espiritualmente. Eles consideram que o chilum (o cachimbo onde a planta é fumada) é o corpo de Shiva, o charas é a mente de Shiva, a fumaça resultante da combustão da planta é a divina influência do deus e o efeito desta, sua misericórdia.